# ダニーロ・イフナテンコ
ダニーロ・イフロヴィチ・イフナテンコ（Danylo Ihorovych Ihnatenko、1997年3月13日 - ）は、ウクライナ・ザポリージャ出身のサッカー選手。FCジロンダン・ボルドー所属。ポジションはMF。ウクライナ代表。

## クラブ経歴
2009年にFCメタルルフ・ザポリージャの下部組織に入団し、2015年5月30日、ウクライナ・プレミアリーグのFCディナモ・キーウ戦にてトップチームデビューを果たした。
2016年1月24日、FCシャフタール・ドネツクに移籍し、ユースチームの登録されることとなった。2018-19シーズンはFCイリチヴェツ・マリウポリにレンタル移籍し、これ以降はレンタル移籍でシーズンを送る時期が続いた。
2022年1月30日、リーグ・アンで降格権に沈んでいたFCジロンダン・ボルドーにハーフシーズンの契約でレンタル移籍をした。

## 代表経歴
2022年6月8日、UEFAネーションズリーグのアイルランド代表戦にてウクライナ代表デビューを飾った。